# 刘浩 (皮划艇运动员)
刘浩（1993年9月6日—），中国靜水皮划艇运动员。
2007年进入玉溪体育运动学校皮划艇队训练，2010年10月入选云南省皮划艇队（基地为昆明松茂体育训练基地），2014年入选中国国家皮划艇队。
他在2019年世界皮划艇竞速锦标賽男子雙人靜水皮划艇1000米项目上获得金牌。他还参加了2020年夏季奥林匹克运动会，并在男子單人靜水皮划艇1000米项目和男子雙人靜水皮划艇1000米项目中获得银牌。
2024年8月8日，刘浩与季博文搭档，以1分39秒48的成绩在巴黎奥运会皮划艇比赛男子双人划艇500米项目中夺得金牌。